# Neurotettix flangenus
Neurotettix flangenus är en insektsart som beskrevs av Shen och Dai 2002. Neurotettix flangenus ingår i släktet Neurotettix och familjen dvärgstritar. Inga underarter finns listade i Catalogue of Life.